# 서융

사이의 명칭

서융(西戎)은 중국 역사에서 서쪽에 사는 오랑캐(이민족, 즉 한족 이외의 민족)을 일컫는 말이다. '융적(戎狄)'이라는 표현으로 북방이나 서방의 이민족을 통칭하기도 하였으나, 일반적으로 동서남북 각 방위를 따라 이민족의 특징을 구분하여 북적, 서융, 동이, 남만으로도 불렀다.

## 역사
서융은 주로 간쑤성 일대에 거주하던 이민족을 부르는 말이었다. 귀방(鬼方), 험윤(獫狁), 견융(犬戎) 등이 상나라 및 주나라 시대에 걸쳐서 나타났으며, 특히 주나라와 오랜 기간 동안 적대 상태에 있었다. 또한 산시성(山西省) 및 허베이성(河北省) 북부 일대에 거주하던 민족들을 산융(山戎)이라 불렀으며 춘추전국 시대에 연(燕)이나 제(齊)를 자주 침범하였다. 견융은 기원전 8세기에 주나라의 수도 호경을 함락하여 서주(西周)를 몰락시키고 춘추전국 시대를 불러일으킨 원인이 되었다. 이후 진(秦)이 견융을 정벌하여 서서히 정복·흡수되었다.
한나라 이후에는 저족(氐族), 강족(羌族)이 서융으로 일컬어졌다. 또한 서역(西域)을 경영하게 되면서 서역 일대를 통괄하는 서융교위(西戎校尉)와 같은 직책도 생겨났다. 후한(後漢) 말에서 서진(西晉) 시대에 걸쳐서 저족과 강족들이 산시성(陝西省) 지역으로 이주해 살게 되었으며 이를 걱정한 서진의 강통(江統)은 융인(戎人)과 적인(狄人)을 색출해서 몰아내야 한다는 내용을 담은 《사융론(徙戎論)》을 지어 올리기도 하였다. 저족과 강족은 오호십육국 시대에 화북에서 성한(成漢), 전진(前秦), 후진(後秦), 후량(後凉) 등의 왕조를 건국하였다. 일반적으로 고대 서융에 해당하는 간쑤 성 지역은 한나라 이래로 중국에 거의 복속되었기 때문에 서역 지역의 국가들이 서융에 해당하게 되었으며, 중국의 정사에는 〈서역전〉으로 편제되었다. 당나라는 서역의 여러 국가들을 〈서융전〉에 편성하였다. 당나라 이후 중국의 역대 정사들은 주변 국가를 야만인으로 취급하는 인식에서 발전하여 주변 국가들을 외국(外國)으로서 열전에 편성하였다.

## 같이 보기
- 흉노
- 동이
- 남만
- 북적

## 참고 문헌
- 《사기(史記)》
- 《한서(漢書)》
- 《후한서(後漢書)》
- 《구당서(舊唐書)》